# François II Quesnel
François II Quesnel (1637-1699) est un peintre français, petit-fils de François Quesnel (1542-1619). 
Il est notamment connu pour avoir réalisé le premier portrait peint de Blaise Pascal.